# Carter Center
O Centro Carter ou Carter Center é uma organização sem fins lucrativos fundada em 1982 pelo ex-presidente dos Estados Unidos Jimmy Carter e sua esposa Rosalynn Carter, e é atualmente dirigida pelo John J. Moores. O centro se encontra localizado em Atlanta, Georgia, e compartilha o campus com a Biblioteca Presidencial Jimmy Carter. O Centro Carter trabalha em forma associada com a Universidade do Emory, e estudantes dessa e outras casas de estudo trabalham como estagiários no Centro.
De acordo à página Web do Centro Carter, a organização tem cinco princípios fundamentais:
1. O Centro enfatiza a ação e os resultados. Apoiando-se em investigações e análise detalhados, está preparado para levar a cabo acione em situações complexas.
2. O Centro não procura duplicar os esforços efetivos realizados por outros.
3. O Centro aponta a atacar problemas complexos, e reconhece a possibilidade do fracasso como um risco aceitável.
4. O Centro não está alinhado com nenhuma das partes, e atua sempre em forma neutra na resolução de disputas.
5. O Centro crie firmemente que as pessoas podem melhorar suas vidas se lhes proporciona os conhecimentos e o acesso aos recursos necessários.

Entre outras atividades, o Centro Carter atua como observador em processos eleitorais, faz o papel de mediador em crise internacionais e reforça os sistemas nacionais, regionais e internacionais dedicados à democracia e os direitos humanos. Ao mesmo tempo, encabeça programas para erradicar várias enfermidades presentes na América Latina e/ou a África.